# Guczi László
Guczi László (Szeged, 1932. március 23. – Budapest, 2012. december 20.) állami díjas kémikus, egyetemi tanár, a korszerű heterogén katalitikus és felületkémiai vizsgálatok egyik hazai meghonosítója, a heterogén katalízis folyamatainak nemzetközileg elismert kutatója.

## Életpályája
1950-ben érettségizett a szegedi Baross Gábor Gyakorlógimnáziumban. Egyetemi tanulmányait a Szegedi Tudományegyetem Természettudományi Kar vegyész szakán 1950 és 1955 között végezte, egyetemi doktori címet 1959-ben radioizotópok alkalmazása kinetikai vizsgálatokban témájú értekezésével kapott. Első munkahelye a Talajtani és Agrokémiai Intézet izotóplaboratóriuma volt, ahonnan 1962-ben Tétényi Pál meghívására az MTA Izotóp Intézetéhez került, ahol 50 éven át, élete végéig dolgozott. Kandidátusi értekezését 1968-ban, akadémiai doktori értekezését 1976-ban védte meg. 1976-tól a Katalízis Osztály, 1987-től a Fizikai-kémiai Főosztály, majd 1993 és 2000 között a Felületkémiai és Katalizátorkutató Osztály vezetője volt. 2002-től több éven keresztül az egykori Központi Kémiai Kutatóintézet átszervezésével alakult Felületkémiai és Katalízis Intézet (FKI) Felületspektroszkópiai Laboratóriumát is vezette és az FKI Tudományos Tanácsának elnöke is volt.

## Munkássága
Tevékenysége a heterogén katalízis és a felületkémia terén bontakozott ki. Élenjárója volt a korszerű módszerek, nagyberendezések magyarországi meghonosításának és alkalmazásának a katalitikus folyamatok vizsgálatában (tömegspektrometria, infravörös spektroszkópia, ultraibolya* és röntgenfotoelektron*spektroszkópia, pásztázó alagútmikroszkópia, Mössbauer*spektroszkópia, összegfrekvencia*keltési spektroszkópia).
A katalitikus folyamatok tanulmányozása terén iskolateremtő volt. Számos új, korszerű téma vizsgálatát és módszer alkalmazását kezdeményezte kutatóközösségében. A fontosabbak ezek közül:
- az izotópos kettős nyomjelzés módszerét vezette be és alkalmazta reakciómechanizmusok vizsgálatára,
- szénmonoxid konverzió, ill. C1 katalitikus átalakulások részfolyamatait tanulmányozta,
- hordozós kétfémes (ötvözet) katalizátorok szerkezetváltozásait vizsgálta a reakciók folyamán,
- többmagvú fémkomplexek, klaszterek viselkedését jellemezte katalitikus folyamatokban,
- a metán száraz reformálásában a katalizátorok dezaktiválódásának folyamatait vizsgálta,
- a nanodiszperz arany katalizátorok hazai tanulmányozását megindította és sikeresen folytatta.

A tudományterület naprakész áttekintését nagyban segítette, hogy a katalízis egyik vezető folyóiratának (Applied Catalysis) az indulástól kezdve 26 éven keresztül volt regionális szerkesztője. Szerkesztői tevékenysége jelentősen hozzájárult, hogy a folyóirat szakkörökben igen elismert lett. Számos más katalitikus folyóirat szerkesztő bizottságának is tagja volt.
Széleskörű nemzetközi kapcsolatai és együttműködései voltak. Vendégkutató és vendégprofesszor volt hosszabb-rövidebb ideig a katalíziskutatás számos világszerte elismert központjában (többek közt en:Worcester Polytechnic Institute, USA, en:Leiden University, Hollandia, en:University of Pittsburgh, USA, en:Lawrence Berkeley National Laboratory, USA, en:Pierre and Marie Curie University, Párizs, Schuit Institute of Catalysis, Hollandia).
1970-1980 között titkára volt az MTA egyik első munkabizottságának, a Katalízis Munkabizottságnak. Sokat tett a hazai katalíziskutatások eredményeinek nemzetközi elismertetéséért. „Keleti-nyugati” nemzetközi konferenciasorozat megindítását kezdeményezte és az évenkénti találkozókat szervezte még jóval a rendszerváltás korszaka előtt (magyar-belga katalízis kollokviumok, 1981-től). Nagy szerepe volt abban is, hogy 1992-ben Magyarországon kerülhetett megrendezésre a 10. Nemzetközi Katalízis kongresszus (több mint 1000 részt vevővel). Ennek a rendezvénynek is fő szervezője és lebonyolítója volt. A későbbiekben is több nemzetközi konferencia szervezése, ill. elnöki teendőinek ellátása fűződik nevéhez. Összességében mintegy 460 nemzetközi konferencián tartott előadást, ezek között mintegy 40 volt plenáris, ill. meghívott prezentáció.
Két MTA doktori, 5 kandidátusi és 22 egyetemi doktori, ill. PhD értekezés (köztük külföldi hallgatóké is) készült témavezetésével. Címzetes egyetemi tanár volt a Szegedi Tudományegyetem Természettudományi Karán, magántanár volt a Budapesti Műszaki Egyetem Vegyészmérnöki Karán, rendszeres oktatója volt mindkét intézménynek.
10 könyv szerkesztője, társszerzője. Cikkeinek, közleményeinek száma 444.

## Kitüntetései
- A Magyar Népköztársaság Állami Díja (Tétényi Pállal és Paál Zoltánnal megosztva – 1983)
- Magyar Köztársasági Érdemrend tisztikeresztje (1993)

## Főbb publikációi (könyvek és könyvrészletek)
- Tétényi P., Guczi L., Paál Z. and Babernics L. Fémekkel Katalizált Heterogén Szénhidrogén Reakciók, Akadémiai Kiadó, Budapest (1974) 306 oldal
- L. Guczi and Z. Schay, The Role of Bimetallic Catalysts in Catalytic Hydrogenation, Studies on Surface Science and Catalysis, Vol. 27, Chapter 9, Elsevier Sci. Publ. B. V. Amsterdam (1986) 313-335.
- Metal Clusters in Catalysis (Szerk.: B. C. Gates, L. Guczi and H. Knözinger) Studies on Surface Science and Catalysis, Vol. 29, (több fejezet szerzője ill. társszerzője is a kötetben) Elsevier Sci. Publ. B. V., Amsterdam, (1986) 648 oldal
- Guczi L., Schay Z. és Margitfalvi J., A szén-monoxid Katalitikus Aktiválása (A kémia újabb eredményei, 68.kötet) Akadémiai Kiadó, Budapest, (1988) 180 oldal
- New Trends in CO Activation (szerk.: L. Guczi) Studies on Surface Science and Catalysis, Vol. 64, Elsevier Sci. Publ. B. V., Amsterdam, (1991) 490 oldal
- L. Guczi, Effect of hydrogen in controlling CO hydrogenation, Ch.8. in New Trends in CO Activation (szerk.: L. Guczi) Studies on Surface Science and Catalysis, Vol. 64, Elsevier Sci. Publ. B. V., Amsterdam, (1991) 350 – 380 oldal
- New Frontiers in Catalysis, Proceedings of the 10th International Congress on Catalysis (szerk.: L. Guczi, F. Solymosi and P. Tétényi), Akadémiai Kiadó, Budapest/Elsevier, Amsterdam, (1993)  2860 oldal
- Catalysis 2000: Strategy and Expectations, Catalysis Today, Vol. 18 (szerk.: L. Guczi and Z. Schay), Elsevier Sci. Publ. B. V., Amsterdam, 1993
- L. Guczi and A. Sárkány Bimetallic Catalysis: Structure and Reactivity, Catalysis, Specialist Periodical Reports, Vol. 11. (Ed.: J. J. Spivey) Royal Society of Chemistry (1993)  318-378.
- Guczi, L ; VanSanten, RA ; Sarma, KV. Low-temperature coupling of methane, Catalysis Reviews – Science and Engineering 38 (1996)  249-296.
- Guczi, L ; Paszti, Z ; Peto, G., Modelling transition metal nanoparticles: the role of size reduction in electronic structure and catalysis, In: Nanotechnology in Catalysis (szerk:Zhou, B; Hermans, S; Somorjai, GA ), New York, Kluwer Academic/Plenum, (2004)  467-496.
- L. Guczi, Gold Catalyst Research at the Institute of Isotopes, Budapest, Gold Bulletin, 39 (2006) 121 – 123.
- Guczi, L ; Boskovic, G ; Kiss, E  Bimetallic Cobalt Based Catalysts, Catalysis Reviews – Science and Engineering, 52 : (2010) 133-203.
- Catalysis for Alternative Energy Generation (szerk: L. Guczi és A. Erdőhelyi) Springer (2012) 536 oldal